# 60186 Лас Крусес
60186 Лас Крусес (60186 Las Cruces) — астероїд головного поясу, відкритий 13 листопада 1999 року.
Тіссеранів параметр щодо Юпітера — 3,125.